# El marroquí
El marroquí és una aquarel·la realitzada per Marià Fortuny el 1869 a Roma i que s'exposa al Museu del Prado de Madrid des del 1904.
L'aquarel·la formava part del grup d'obres de Fortuny propietat de Ramón de Errazu. Encara que correspon a un període anterior a l'estada del pintor a Granada, la factura de l'obra prefigura algunes de les característiques estilístiques, fonamentalment la brillant lluminositat que irradia, perceptibles en les composicions posteriors a l'any 1870. Malgrat tractar-se d'un motiu de temàtica orientalista, la presència aïllada de la figura del marroquí que recolza l'esquena al mur d'una tàpia troba precedents significatius en algunes de les aquarel·les de l'autor. La solució compositiva consistent a retallar la figura retratada sobre una superfície mural, utilitzada a tall de teló de fons que serveix a per tancar la composició, és un recurs instrumental així mateix incorporat en l'aquarel·la Frare captant, també al Museu del Prado.
L'esplèndid dibuix i l'acurada qualitat dels teixits, mostrant-nos els detalls, contrasten amb la paret, obtinguda a base de llargs tocs del pinzell, resultant una obra de contrasts que definiran també la mateixa vida de l'artista.